# Spiez-Erlenbach-Bahn

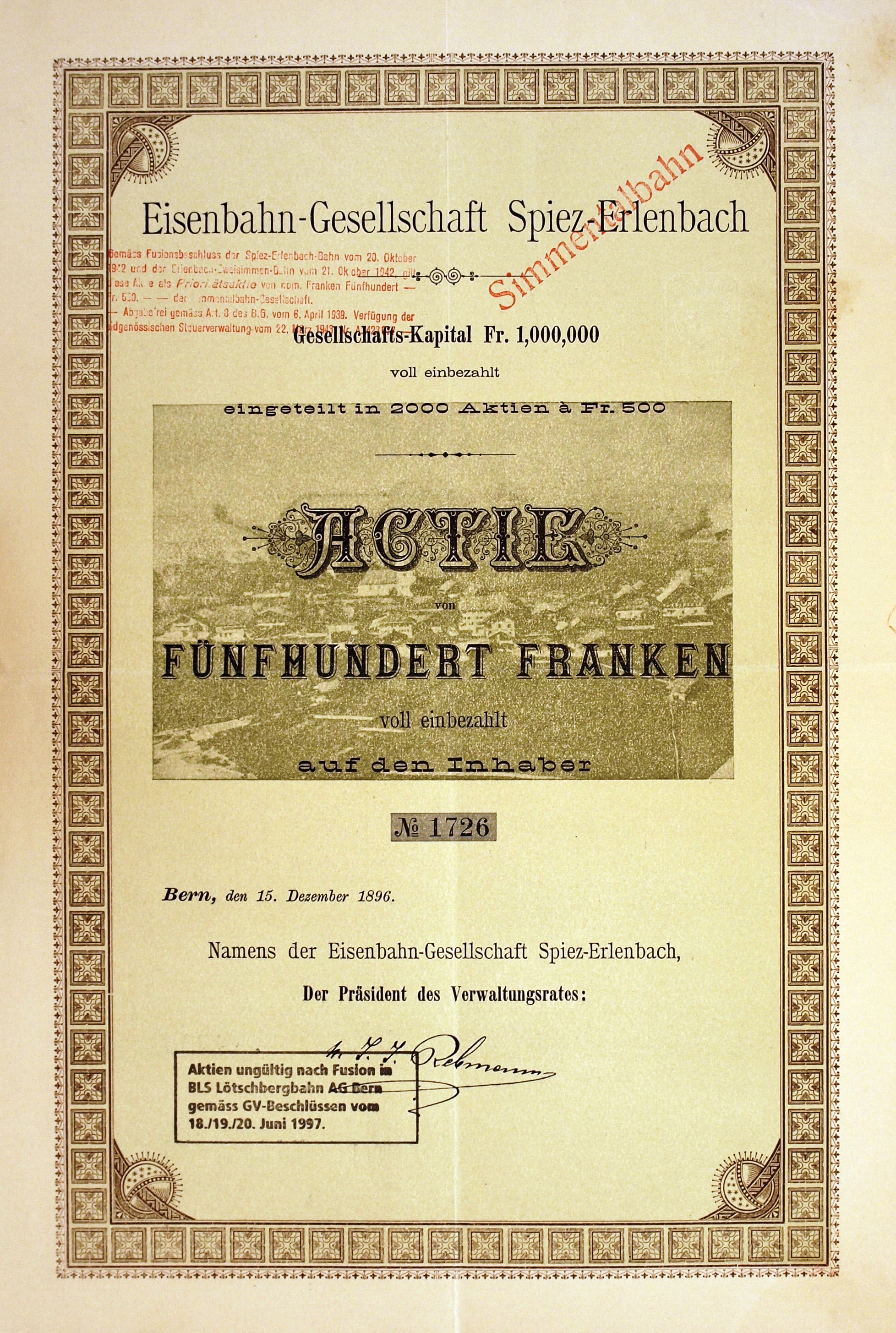
Aktie über 500 Franken der Eisenbahn-Gesellschaft Spiez-Erlenbach vom 15. Dezember 1896

Luftaufnahme Bahnhof Spiez (1919)

Die Spiez-Erlenbach-Bahn (SEB) ist eine ehemalige schweizerische Eisenbahngesellschaft, welche durch das Simmental von Spiez nach Erlenbach im Simmental führte. Heute gehört die Linie zum Netz der BLS AG.
Im Jahr 1893 erreichte die Thunerseebahn den Ort Spiez, und es war naheliegend, daran anschliessend eine Normalspurbahn nach dem Marktort Erlenbach zu bauen, um dem lebhaften Viehverkehr dieses Tales den Anschluss an das europäische Netz zu ermöglichen. Bereits vier Jahre später, am 16. August 1897, dampfte der erste Zug von Spiez nach Erlenbach. 
Ursprünglich war vorgesehen, eine Normalspurverbindung von Luzern über den Brünig, Interlaken und durchs Simmental nach Bulle zu bauen, aber mit dem Bau der Brünigbahn in Schmalspur schwand das Interesse an dieser Fortsetzung der Linie. 
Die Fortsetzung der wenig rentablen Linie von Erlenbach bis Zweisimmen baute darauf die Erlenbach-Zweisimmen-Bahn (EZB), welche die Linie am 31. Oktober 1902 eröffnen konnte. 
Von Montreux her erreichte die meterspurige Montreux-Berner-Oberland-Bahn (MOB) am 6. Juli 1905 Zweisimmen. 
Mit der Eröffnung der Bern-Lötschberg-Simplon-Bahn (BLS) im Jahre 1913 ging die Betriebsführung der SEB und der EZB an die BLS über.
1920 wurde auf der Spiez-Erlenbach-Bahn und der Erlenbach-Zweisimmen-Bahn sowie auf der BLS-Strecke Spiez–Interlaken–Bönigen der elektrische Betrieb eingeführt. 
Auf den 1. Januar 1942 fusionierten die beiden Bahnen SEB und EZB zur Spiez-Erlenbach-Zweisimmen-Bahn (SEZ).